# Зруйновність вугільного пласта
Зруйновність вугільного пласта
Характеристики зруйновності вугільного пласта відображають здатність вугільних пластів протистояти впливу ріжучого інструмента виймальних машин, що залежать від природно-генетичних і гірничотехнічних чинників. До числа таких характеристик відносять: опірність вугільного пласта різанню в різних зонах по ширині захоплення виконавчих органів виймальної машини, взаємопов'язані показники крихкості пласта при різанні і здатності вугілля до подрібнення, показник здатності пласта руйнуватися (показник зруйновності пласта).

## Окремі показники зруйновності вугільного пласта
- Опірність вугільного пласта різанню (Ар) – характеристика зруйновності вугільного пласта, що оцінюється як приріст сили різання на різці на одиницю товщини стружки при використанні еталонного приладу ДКС –динамометра крупного сколу. Опірність вугільного пласта різанню є досить стабільною і тому використовується як основний параметр при класифікації вугілля за опірністю різанню. Опірність різанню є випадковою величиною і у межах смуги, що виймається мінливість цієї випадкової величини, як правило, добре описується нормальними статистичними розподілами. В Україні розподіл промислових запасів вугілля за параметром Ар такий:

- Показник ступеню крихкості вугільного пласта при різанні (Е) – характеристика зруйновності вугільного пласта, що відображає його здатність руйнуватися з різними питомими енерговитратами при одній і тій же опірності різанню і при однакових конструктивних параметрах виконавчих органів і режимних параметрах різання. Вугілля за показником Е поділяють на в'язке (Е<2,1), крихке (2,1≤Е≤3,5) і дуже крихке (Е>3,5). На Донбасі шахтопластів з в'язким вугіллям 54,6%, з крихким 32,5%, з дуже крихким 12,9%.

- Показник здатності вугілля до подрібнення (mп) відображає природно-генетичну здатність вугілля подрібнюватися при різанні, тобто формувати певний ґранулометричний склад. Показник mп визначається за ситовим складом і використовується при класифікації пластів за пилотвірною здатністю. Значення показника mп є постійним для даного шахтопласта і не залежить від конструктивних параметрів виконавчих органів і режимних параметрів різання. Діапазон зміни mп – від 0,4 до 1,2.

- Показник здатності пласта руйнуватися (показник зруйновності пласта) R є комплексною енергетичною характеристикою пласта. Діапазон зміни R від 2,4 кВтּгодּсм/м3 до 65 кВтּ годּсм/м3. В залежності від значень R розрізняють 7 категорій здатності руйнуватися: від першої (R≤4кВтּ годּ см/м3), яка відповідає дуже слабкому вугіллю, до сьомої (R>49 кВтּ годּ см/м3), яка відповідає особливо тривкому вугіллю. На Донбасі найбільш розповсюджені шахтопласти з вугіллям: середньої тривкості з R=9-16 кВтּ годּсм/м3 – 24,3%; вище середньої тривкості з R=16-25 кВтּ годּсм/м3 – 28,8%; тривким вугіллям з R=25-36 кВтּ годּсм/м3 – 22,8%.